# La ciutat perduda
La ciutat perduda (títol original:  The Lost City) és la primera pel·lícula com a director de l'actor cubà-nord-americà Andy García. Ha estat doblada al català.
És l'òpera primera de l'actor Andy García. La pel·lícula va ser filmada a República Dominicana. Està basada en un guió de Guillermo Cabrera Infante.

## Argument
Explica la història de Federico (Fico) Fellove (Andy García), amo d'un cabaret a l'Havana l'any 1958. Fico lluita per mantenir unida a la seva família enmig de canvis violents, en el context de la lluita del poble cubà per enderrocar al dictador Fulgencio Batista (Juan Fernández). Un dels seus germans és assassinat després de participar en l'Assalt al Palau Presidencial, i un altre s'incorpora a la guerrilla en la Sierra Maestra al costat del Che Guevara (Jsu García).

## Repartiment
- Andy García: Fico Fellove
- Inés Sastre: Aurora Fellove
- Tomás Milián: Don Federico Fellove
- Richard Bradford: Don Donoso Fellove
- Nestor Carbonell: Luis Fellove
- Enrique Murcià: Ricardo Fellove
- Dominik García-Lorido: Mercedes Fellove
- Dustin Hoffman: Meyer Lansky
- Bill Murray: L'escriptor
- Juan Fernández: Fulgencio Batista

## Crítica
"La pel·lícula evoca aquesta època llunyana amb manyaga i amb una certa poesia. (...) va ser rodada en la República Dominicana. Hi ha molta música, la major part d'aquell període i interpretada pels mateixos músics o els seus successors. (…) Puntuació: ★★★ (sobre 4)."
- "Un tribut a l'Havana prerevolucionària (...) Algunes de les metàfores de 'La Ciutat Perduda' són ineficaces. El que sí funciona és la sensació de la pèrdua. (...) Cabrera Infant troba un brillant mecanisme en l'aventura amorosa de Fico i Aurora (Ines Sastre), la seva cunyada, en el qual Aurora en certa manera es converteix a Cuba."[5]